# Aéroport international Louis Armstrong de La Nouvelle-Orléans
L'aéroport international Louis Armstrong de La Nouvelle-Orléans (en anglais : Louis Armstrong New Orleans International Airport), connu localement sous l'acronyme MSY (code IATA : MSY • code OACI : KMSY), est un aéroport international américain desservant la ville de La Nouvelle-Orléans, plus grande ville de l'État de Louisiane, dans le Sud des États-Unis. L'aéroport se trouve sur la municipalité de Kenner.
Il est le cinquante-et-unième aéroport nord-américain, avec plus de 12,7 millions de passagers qui y ont transité en 2023. Il est baptisé en 2001 en honneur du jazzman néo-orléanais Louis Armstrong.

## Histoire
Avant d'être baptisé « Louis Armstrong », du nom du célèbre jazzman, l'aéroport de La Nouvelle Orléans était baptisé depuis sa construction en 1946 et jusqu'en 2001 « John Moisant », célèbre aviateur et fondateur d'une société de spectacles aériens, qui au cours d'une démonstration à bord de son avion, se tua accidentellement le 31 décembre 1910 sur le site même où fut construit l'aéroport. 
Le code ATA de l'aéroport actuel porte d'ailleurs toujours les initiales « MSY », pour « Moisant Stock Yard ».

## Situation
| Alexandria Baton Rouge Lafayette Lake Charles La Nouvelle-Orléans Monroe Shreveport |

## Statistiques
Pour des raisons techniques, il est temporairement impossible d'afficher le graphique qui aurait dû être présenté ici.

Voir la requête brute et les sources sur Wikidata.

## Compagnies et destinations
| Compagnies           | Destinations | Refs   |
| -------------------- | --- | ------ |
| Air Canada Express   | Toronto (Pearson) | [ 1 ]  |
| Alaska Airlines      | San Francisco, Seattle-Tacoma | [ 2 ]  |
| Allegiant Air        | Cincinnati-Northern Kentucky En saison : Concord, C. du N. (en), Cleveland-Hopkins, Columbus (Rickenbacker Int'l), Indianapolis, Pittsburgh, Raleigh-Durham | [ 3 ]  |
| American Airlines    | Charlotte-Douglas, Dallas-Fort Worth, Los Angeles, Miami, Philadelphie En saison : Chicago-O'Hare | [ 4 ]  |
| American Eagle       | Charlotte-Douglas, Chicago-O'Hare, Dallas-Fort Worth, Miami, Washington-Reagan | [ 4 ]  |
| British Airways      | Londres-Heathrow | [ 5 ]  |
| Condor               | En saison : Francfort | [ 6 ]  |
| Copa Airlines        | Panama-Tocumen | [ 7 ]  |
| Delta Air Lines      | Atlanta H.-Jackson, Détroit, Los Angeles, Minneapolis-Saint-Paul, New York-John F. Kennedy, New York-LaGuardia En saison : Cancún, Salt Lake City, Seattle-Tacoma | [ 8 ]  |
| Delta Connection     | Détroit, Minneapolis-Saint-Paul, New York-John F. Kennedy, New York-LaGuardia En saison : Boston Logan, Salt Lake City | [ 8 ]  |
| Frontier Airlines    | Austin-Bergstrom, Denver, Orlando, Philadelphie, Raleigh-Durham, San Antonio | [ 9 ]  |
| JetBlue Airways      | Boston Logan, Fort Lauderdale-Hollywood, New York-John F. Kennedy | [ 10 ] |
| Southwest Airlines   | - Atlanta H.-Jackson - Austin-Bergstrom - Baltimore-T. Marshall - Chicago-Midway - John Glenn Columbus - Dallas-Love Field - Denver - Fort Lauderdale-Hollywood - Houston-W. P. Hobby - Kansas City - Las Vegas-Harry-Reid - Los Angeles - Nashville - New York-LaGuardia - Oakland - Orlando - Phoenix-Sky Harbor - Raleigh-Durham - San Antonio - San Diego - Lambert-Saint Louis - Tampa - Washington-Reagan En saison : - Boston Logan - Cancún - Cleveland-Hopkins - Indianapolis - Sacramento - San José (Californie) | [ 11 ] |
| Spirit Airlines      | Atlanta H.-Jackson, Atlantic City, Baltimore-T. Marshall, Boston Logan, Chicago-O'Hare, Cleveland-Hopkins, John Glenn Columbus, Dallas-Fort Worth, Détroit, Fort Lauderdale-Hollywood, Houston-George Bush, Las Vegas-Harry-Reid, Los Angeles, Minneapolis-Saint-Paul, Newark-Liberty, Orlando, Tampa | [ 12 ] |
| Sun Country Airlines | En saison : Minneapolis-Saint-Paul, Nashville | [ 13 ] |
| United Airlines      | Chicago-O'Hare, Denver, Houston-George Bush, Newark-Liberty, San Francisco, Washington-Dulles En saison : Cancún | [ 14 ] |
| United Express       | Chicago-O'Hare, Denver, Houston-George Bush, Newark-Liberty, Washington-Dulles | [ 14 ] |

Édité le 12/11/2018

## Incidents et accidents
- Le 9 juillet 1982, le vol 759 Pan Am décolle de l'aéroport de La Nouvelle-Orléans avec 145 personnes à son bord. Il monte de 100 à 150 pieds lorsque l'alarme de décrochage retentit à la suite d'un cisaillement de vent. L’appareil commence à perdre de l’altitude et la piste dessous se termine. Il heurte des arbres situés 725 mètres après le bout de piste. La hauteur au moment de ce premier impact est de 50 pieds. Il continue à voler encore sur 680 mètres et finit sa course contre des maisons. Le bilan est de 153 victimes : tous les occupants de l’appareil plus 8 personnes au sol.